# Joe Heskett

Zawodnik Iowa State Cyclones

Joseph "Joe" Heskett (ur. 20 sierpnia 1978) – amerykański zapaśnik w stylu wolnym. Piąty w mistrzostwach świata w 2007. Srebrny medalista igrzysk panamerykańskich w 2007, a także mistrzostw panamerykańskich z 2001 i 2007 roku. Po zakończeniu kariery trener zapasów.
Zawodnik Walsh Jesuit High School z Cuyahoga Falls i Iowa State University. Cztery razy All-American (1999–2002) w NCAA Division I, pierwszy w 2002; drugi w 2000 i 2001; trzeci w 1999 roku.